# Arnholt Sø
Arnholt Sø, Arnskov Sø (dansk) eller Arenholzer See (tysk) er en sø beliggende nord for Slesvig by i det centrale Sydslesvig. Administrativt hører søen under Lyrskov kommune i Slesvig-Flensborg kreds i den nordtyske delstat Slesvig-Holsten. Nord for søen ligger den navngivende landsby Arnholt el. Arnskov (Arenholz) og vest for søen Lyrskov (Lürschau). Søen omtaltes tidligere også som Lyrskov Sø. Den nordvestlige inddæmmede del af søen hed forhen Gaarsø (også Gårdsø), men er nu udtørret og forvandlet til enge. Forleddet er subst. glda. garth (≈gård), måske i betydningen fiskegård.
Søens areal er på 82 hektar. Dens største dybde er 15 meter. Søen har tilløb af Buksø Bæk og afløb via Arnsbæk (også Sølvested Å), som munder syd for Treja ud i Trenen. To mindre søer, Rørsø (Reethsee) og Buksø (også Bøgsø, ty. Bocksee), ligger hen imod chauseen til Flensborg.
Udmiddelbart vest for søen forløber motorvejen A7 mellem Slesvig by og Flensborg. Også Hærvejen gik forbi søen.